# Mantega de cacauet

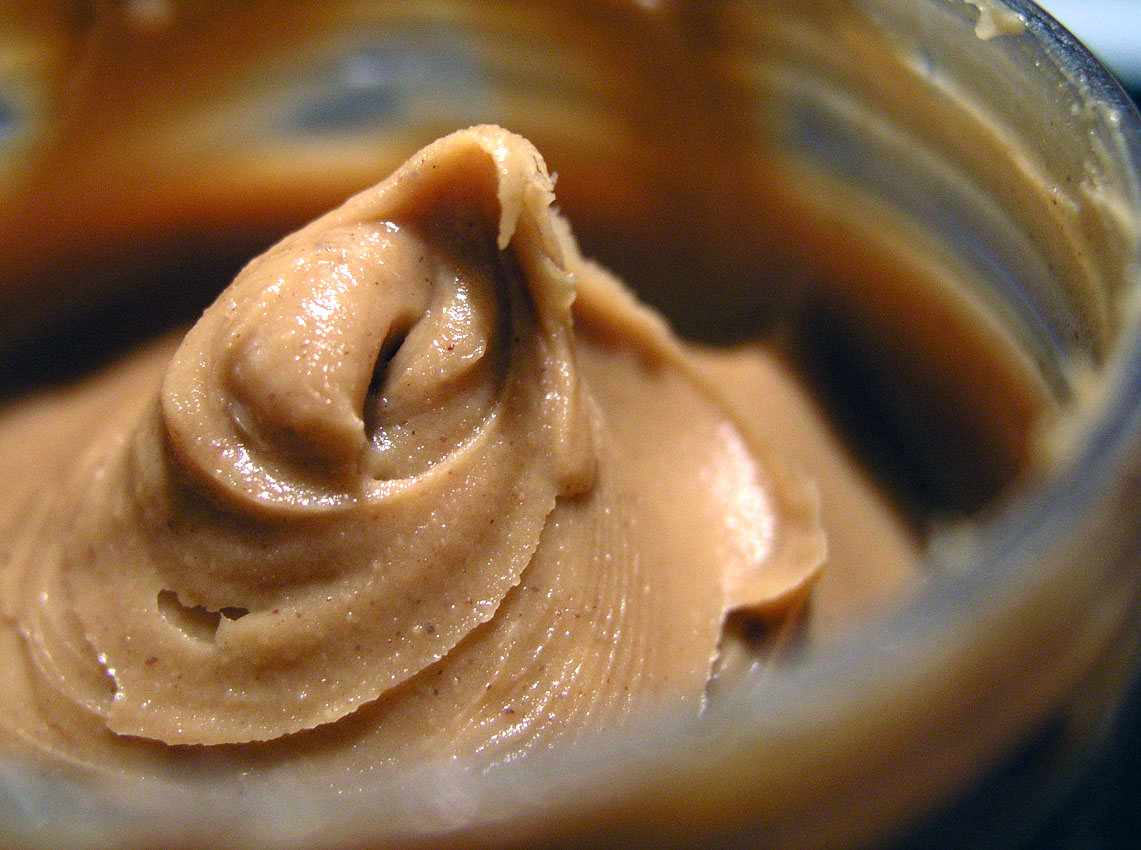
Mantega de cacauet.

La mantega de cacauet és un aliment fet a base de cacauets torrats i molts. En general, a més, se salen, i a vegades s'endolceixen amb sucre.

## Història
El 1890 George A. Bayle Jr., començà a vendre pasta de cacauet molt com un substitut proteic per a persones sense dents. El 1893, el doctor John Harvey Kellogg s'inventà una varietat primerenca de la mantega de cacauet a Battle Creek (Michigan). Kellogg, juntament amb el seu germà W.K. Kellogg patentà el procés per a fer mantega de cacauet el 1895, tot i que emprava cacauets fets al vapor, no pas torrats.
EL 1922, Joseph L. Rosefield desenvolupà la mantega de cacauet moderna aconseguida a base de moldre més finament, hidrogenar i un sistema per a evitar que l'oli se separés de la pasta. Així s'obtingué una textura cremosa, per contrast amb l'anterior que era més aviat rugosa.

## Presentació
En general es menja amb pa, empastifant-la sobre llesques. Als Estats Units és sovint barrejada amb melmelada per formar el típic entrepà de peanut butter and jelly. Als Països Baixos serveix sovint de base per a adherir-hi petites partícules sòlides, siguin de fruita (esp. plàtan) o de xocolata (hagel).

## Nom i curiositats
Encara que en general el producte és conegut com a mantega, en neerlandès s'anomena formatge de cacauet (Pindakaas).
La mantega de cacauet és un esquer millor que el formatge o la carn a l'hora d'atrapar ratolins. No sols perquè aquests animals hi mostrin preferència, sinó perquè la textura enganxifosa de la mantega redueix les possibilitats dels ratolins d'endur-se l'esquer sense ser agafats.